# Edelio López Falcón
Edelio López Falcón (Ciudad Miguel Alemán, Tamaulipas, 1965 - Guadalajara, 6 de mayo de 2003) comúnmente conocido como "El Yeyo" fue un delincuente mexicano y exejecutivo del Cártel del Golfo, un grupo criminal con sede en Tamaulipas. Previo a su involucramiento en el narcotráfico, López Falcón se dedicó al comercio de flores de Miguel Alemán. Formó parte del cártel en la década de 1990 y fue garante de confianza del exjefe Gilberto García Mena. El papel de López Falcón en el cártel era gestionar los cargamentos de droga de Tamaulipas a Estados Unidos. Cuando se interesaron por él, las fuerzas de seguridad no tildaron a López Falcón de jefe del crimen violento; Fuera de sus funciones, prefería dedicarse a sus intereses personales, que incluían la promoción de eventos musicales o de entretenimiento en general, la gestión de sus cadenas de restaurantes y la conducción de su negocio de cría de caballos. Después de unirse al cartel, renovó sus esfuerzos por aparecer como un hombre de negocios honesto, incluso para mantener un perfil bajo.
A fines de la década de 1990, los asuntos de López Falcón entraron en conflicto con los de García Mena, quien buscó el apoyo del líder del cártel Osiel Cárdenas Guillén para derrocarlo. López Falcón rompió entonces con el cártel del Golfo e hizo alianzas con los cárteles de Sinaloa, Milenio y Juárez. A raíz de este hecho, el cártel del Golfo culpó a López Falcón por la detención de García Mena en abril de 2001 y planeó matarlo.
López Falcón huyó entonces a Nuevo León , donde estableció su nuevo centro de operaciones. Sobrevivió a un primer atentado con bomba un mes después, pero finalmente fue asesinado en Guadalajara en mayo de 2003. Su asesinato sigue sin resolverse, pero se cree que sus asesinos fueron miembros de Los Zetas , el antiguo grupo paramilitar Cartel del Golfo.

## Vida y carrera criminal
López Falcón, comúnmente conocido por su apodo El Yeyo (apodo común entre los traficantes sudamericanos como término del argot para referirse a la cocaína), nació en Miguel Alemán, Tamaulipas, México, en 1965. Antes de dedicarse al narcotráfico, López Falcón dirigía un negocio de flores en Miguel Alemán. Luego se unió al grupo criminal de Tamaulipas, el cartel del Golfo, y trabajó como narcotraficante y despachador a las órdenes del capo Gilberto García Mena ("El June"). Posteriormente, tanto López Falcón como García Mena trabajaron para el narcotraficante Fidel Hinojosa ("El Choco"), junto con Ricardo Garza Manríquez, exjefe del departamento de seguridad pública de Miguel Alemán, y Zeferino Peña Cuéllar ("Don Zefe"), el exjefe de la Policía Municipal Miguel Alemán. En el Cartel del Golfo, López Falcón supuestamente era responsable de coordinar los envíos de drogas desde Nuevo Laredo, Tamaulipas , a los Estados Unidos. [3] En 1999, la Secretaría de la Defensa Nacional (SEDENA) se refirió a López Falcón como un narcotraficante de plena carrera. Aunque carecía de pruebas, las fuerzas de seguridad sospecharon que mantuvo un estatus discreto y se hizo pasar por un hombre de negocios para encubrir su verdadero negocio. Se establece que usó los seudónimos de Gilberto Salinas y Edelio Flores para ocultar su verdadera identidad.
Según los informes, el primo de López Falcón, Rolando López Salinas ("El Rolis"), era su asistente personal. López Salinas trabajaba como guardaespaldas personal de López Falcón y jefe de sus servicios de seguridad. Los asesinatos perpetrados por López Salinas fueron ordenados directamente por García Mena; López Falcón condescendió con esta división del trabajo ya que prefirió no dedicarse al "trabajo sucio" necesario para mantener la supremacía empresarial. Según las fuerzas de seguridad mexicanas, López Falcón no era conocido por ser un jefe de delitos violentos: era reacio a cometer asesinatos y prefería concentrarse en organizar el tráfico de drogas y sus otros intereses, que incluían la promoción de eventos musicales (en particular la música ranchera), peleas de gallos, el manejo de sus cadenas de restaurantes, equitación y crianza de caballos. Su notable experiencia en la cría de excelentes caballos le valió el apodo de "El Señor de los Caballos". López Falcón fue una de las personas más ricas de Miguel Alemán; poseía varias propiedades, incluida una finca conocida como The Bougainvilleas (en español: Las Bugambilias), donde acogió las fiestas patronales de la ciudad y numerosas carreras de caballos. García Mena y el alcalde de Miguel Alemán, Raúl Rodríguez Barrera, asistieron a estos eventos en múltiples ocasiones. Otros invitados incluyeron funcionarios locales, miembros del ejército mexicano, apostadores y apostadores de todo México. Las autoridades sospecharon que su negocio de cría de caballos era una fachada para lavar el dinero de sus delitos menores y que estaba usando un testaferro para administrarlo.
Una de las últimas apariciones públicas de López Falcón se remonta al 22 de junio de 2000 cuando fue captado en la inauguración de un restaurante en Monterrey. Nueve fotografías del hecho se filtraron al diario Diario de Monterrey dos años después. López Falcón estaba en compañía de varias personas, entre ellas el gobernador de Nuevo León Fernando Canales Clariond. Otros asistentes fueron el alcalde de Santiago , Eduardo Manuel García Garza, y el sacerdote Alejandro Leal, quienes dieron las bendiciones en el momento de la inauguración. López Falcón estaba en compañía de su novia María Eugenia Garza Díaz, hija del dueño del restaurante.
Cuando López Falcón no se ocupaba de sus negocios en Tamaulipas, pasaba su tiempo en Texas, donde se cree que inició otros negocios de narcotráfico.
Según el Departamento de Seguridad Pública de Texas , era residente regular de Estados Unidos y vivía en una casa en Houston con una mujer llamada Yolanda y un hombre llamado Roberto Pérez López. Agentes del orden público sospechaban que López Falcón estaba usando a Houston como refugio seguro; tenía antecedentes penales en Houston, donde anteriormente fue identificado como contrabandista de personas (favoreció el cruce fronterizo de los migrantes mexicanos, por una tarifa). En su licencia de conducir de Texas, el nombre indicado era Adelio López Falcón: 83 kilos de peso por 1,75 metros de altura. Su fecha de nacimiento fue el 26 de junio de 1955, mientras que los registros mexicanos muestran que nació en 1965. Su licencia de conducir estadounidense fue suspendida en una ocasión por un juez de Texas, pero López Falcón obtuvo la libertad condicional y recuperó una nueva licencia de conducir. refiriéndose a la misma dirección de Houston.[cita requerida]

### Nuevas alianzas
López Falcón y García Mena manifestaron sus primeros desencuentros a fines de la década de 1990. La fricción entre los dos comenzó después de que López Falcón decidiera diversificar las actividades del cártel del Golfo y comenzara a contrabandear cocaína a los Estados Unidos desde Tamaulipas. García Mena contrabandeaba principalmente marihuana por los mismos canales. Finalmente buscó el apoyo de Osiel Cárdenas Guillén, el máximo líder del cártel del Golfo, para tratar de expulsar a López Falcón, quien luego se puso del lado de López Salinas, a través de quien esperaba obtener el apoyo de grupos rivales del crimen organizado. A mediados de 2000, López Falcón y López Salinas se reunieron con integrantes del cártel de Sinaloa y creó un negocio de drogas sin la aprobación del cártel del Golfo. López Falcón amplió el doble juego y formó una alianza con el cártel de Sinaloa , que le ofreció mayores ganancias a cambio de permiso para vender droga en Tamaulipas. Esto llevó a García Mena y al cártel del Golfo a romper completamente los lazos con López Falcón y su grupo.
López Falcón amplió su círculo de alianzas para incluir al Cártel del Milenio y al Cártel de Juárez, que con el cartel de Sinaloa operaba como una organización triangular. En 2000, la Procuraduría General de la República (PGR) confirmó una alianza entre López Falcón y Arturo Beltrán Leyva, un capo que tenía vínculos con los capos de la droga Ismael "El Mayo" Zambada e Ignacio Coronel Villarreal. De acuerdo con información proporcionada por la DEA (Administración para el Control de Drogas), López Falcón también trabajó de cerca con el jefe del Cártel Milenio, Armando Valencia Cornelio, como el principal intermediario del cartel Milenio en Monterrey, Nuevo León. Los investigadores también creían que él fue quien dio su consentimiento para que el cártel del Milenio traficara drogas de Nuevo Laredo a Texas. Sin embargo, los informes de inteligencia indicaron que Valencia Cornelio no confiaba plenamente en López Falcón porque sospechaba que era un informante de las fuerzas del orden. Para defenderse aún más de la competencia y posibles represalias del cártel del Golfo, López Falcón también se apoyó en Dionisio Román García Sánchez ("El Chacho"), ex policía estatal, ahora jefe de un conocido grupo de contrabandistas de Nuevo Laredo, conocido como Los Chachos. Los Chachos, a su vez, se aliaron con la organización triangular que también incluía a López Falcón, que los ayudó a contrabandear drogas a Tamaulipas, y también ayudó al grupo de López Falcón a luchar contra las fuerzas del cartel del Golfo en su territorio.
En su nuevo rol, López Falcón siguió personificando públicamente el papel del empresario honesto. Le habían encomendado la tarea de asegurarse de que su nueva organización tuviera apoyo político y protección de la policía, especialmente porque operaban en un lugar del que no eran originarios. Para obtener apoyo político en el norte de México, los nuevos líderes de López Falcón le encargaron identificar a un político influyente (y naturalmente corruptible) que pudiera apoyarlos. López Falcón contactó a miembro del Partido Acción Nacional (PAN), Mauricio Fernández Garza, candidato a gobernador de Nuevo León en 2003. Según Fernández, López Falcón a principios de 2003 le envió una invitación para una reunión; posteriormente, en al menos una ocasión, acudió a su oficina cargando varias maletas llenas de dólares estadounidenses. Según los informes, el dinero estaba destinado a ayudar a Fernández a financiar su campaña electoral a cambio de su apoyo político y permiso para "operar" sin interrupciones en Nuevo León si Fernández gana las elecciones. Fernández informó que no aceptó la propuesta.
El 9 de abril de 2001, el ejército mexicano logró arrestar a García Mena luego de una persecución de una semana en Guardados de Abajo, Camargo. Los hombres del cártel del Golfo se convencieron de que López Falcón había proporcionado a las autoridades mexicanas detalles sobre su organización y ubicación, ya que la precisión con la que la policía había realizado recientemente sus allanamientos en varias propiedades donde los narcotraficantes almacenaban droga, y en la misma casa donde se escondía García Mena, era cuanto menos sospechosa. Llegaron a la conclusión de que López Falcón los había traicionado. 
El Cartel del Golfo inició una extensa serie de operaciones destinadas a identificar y matar a López Falcón y otros aliados de su facción. Para aumentar la presión sobre las fuerzas del orden público y la atención de los medios sobre las actividades de López Falcón y sus cómplices, el Cártel de Monterrey), noticia que llegó a la prensa nacional a mediados de 2001. Esta estrategia mediática tuvo el doble propósito de desviar la atención de las fuerzas del orden y la opinión pública sobre las actividades del cartel del Golfo en Tamaulipas tras la detención de García Mena, y tomará tiempo para reorganizar sus esfuerzos frente a los competidores del territorio de Cárdenas Guillén. Funcionarios federales y estatales declararon más tarde que el cártel de Monterrey no existía.

## Primera emboscada
El 13 de mayo de 2001, López Falcón asistió a un concierto de música de Vicente Fernández en Guadalupe. Cerca de las 4:00 de la mañana, catorce hombres armados del ex grupo paramilitar del Cártel del Golfo de Los Zetas irrumpieron en la arena donde se realizaba el evento, siguiendo su rastro. Las autoridades afirmaron que los hombres portaban AK-47y armas de fuego calibre .38, se identificaron como miembros del ejército y ordenaron a los presentes acostarse en el suelo. Luego se realizaron algunos disparos al aire para crear confusión entre los participantes e inducir a López Falcón a huir hacia afuera, donde otros sicarios lo habrían asesinado. Un video de vigilancia captó a López Falcón sentado en una de las primeras filas junto a una mujer rubia. Sin embargo, había salido ileso del lugar incluso antes del allanamiento, luego de que sus guardaespaldas le advirtieran de la presencia de hombres armados en el exterior. López Falcón tenía apostados al menos veinte guardaespaldas dentro y fuera del ruedo. Luego abandonó el recinto escoltado por sus hombres armados y uniéndose a la multitud de asistentes al concierto, ileso. Fuera de las instalaciones, Los Zetas dispararon contra varios vehículos e hirieron a un transeúnte, pero no pudieron localizar ni matar a su objetivo. 
Las autoridades inicialmente sospecharon que García Mena había ordenado el ataque en represalia por la supuesta participación de López Falcón en su arresto, o que, alternativamente, Cárdenas Guillén había ordenado el ataque porque veía a López Falcón como una amenaza a su hegemonía y quería eliminar la competencia en su terreno. Los investigadores sabían que el cártel del Golfo estaba rastreando la ubicación de López Falcón en Nuevo León y que sus hombres estarían a punto de matarlo en su casa de Monterrey días antes. Tras descubrir que López Falcón tenía previsto asistir al evento de esa noche, el Cártel del Golfo planeó el operativo en su contra. Antes del ataque, López Falcón era un capo del crimen relativamente desconocido fuera de su área de influencia. Los Zetas era en sí mismo un grupo recién formado dentro del Cartel del Golfo y no era muy conocido fuera de Tamaulipas. El ataque catapultó tanto a Los Zetas como a López Falcón a la cima de la atención nacional. Entre los políticos, el incidente suscitó preocupación por la innegable presencia de capos de la droga en Nuevo León y la supuesta existencia del cártel de Monterrey.
El 3 de junio de 2001 apareció en las páginas del principal diario de Monterrey una foto de López Falcón sentado en las butacas del teatro. Unos días antes, un ciudadano anónimo había enviado efectivamente a El Nortelas fotos de López Falcón en el concierto, con una nota en la que expresó su indignación por la presencia descarada de un delincuente en eventos sociales en Miguel Alemán, con hombres armados, sin que las autoridades locales movieran un dedo para impedirlo. Las autoridades sospecharon de inmediato que este "memorándum" provenía de sus rivales. Posteriormente ese mismo mes, las autoridades de la PGR y de Nuevo León señalaron que no había ninguna orden de arresto o acusación formal federal o estatal pendiente contra López Falcón. El Gobierno resolvió tomar medidas para iniciar formalmente una investigación sobre las supuestas actividades delictivas de López Falcón. El investigador de la PGR Mario Roldán Quirino abrió una investigación en su contra, pero fue asesinado el 21 de febrero de 2002.

### Consecuencias y persecución
Tras la fallida emboscada, las autoridades centraron sus esfuerzos en detener a López Falcón, quien rápidamente se convirtió en uno de los delincuentes más buscados del norte de México. El 5 de junio de 2001, el ejército mexicano realizó un operativo secreto en Mier, Miguel Alemán y Camargo para detener a López Falcón y al presunto traficante del cártel del Golfo Alesio García Peña ("El Huarachón"). Allanaron múltiples inmuebles, entre ellos dos casas en Mier vinculadas a García Peña, un rancho de García Mena y un inmueble en Camargo, donde hallaron e incautaron 345 kilogramos de marihuana. El ejército también instaló un retén justo frente al predio López Falcón, inexplicablemente sin entrar. La PGR emitió un comunicado de que la droga no estaba vinculada a los narcotraficantes que buscaban, y que solo una persona fue detenida durante todo el operativo, que duró menos de un día. Las tropas federales regresaron a sus cuarteles antes de la medianoche. Las autoridades locales confirmaron su apoyo a las medidas puestas en marcha por el.
El 4 de agosto de 2001 se desató un tiroteo entre pistoleros de López Falcón y López Salinas afuera de un ruedo de peleas de gallos en Reynosa. Según informes policiales, los hombres (armados) tuvieron una discusión en el estacionamiento de la arena luego de que terminara el concierto de música de Bobby Pulido. Tres personas resultaron heridas en el ataque. Las autoridades encontraron varias similitudes con el tiroteo en Nuevo León meses antes en el que había sido blanco López Falcón. El 30 de octubre de 2001, unos catorce hombres armados irrumpieron en una finca en Monterrey para asesinar a Peña Cuéllar. Una persona resultó muerta y otras dos heridas, pero Peña Cuéllar no estaba presente en el momento de la emboscada. Según la policía, el atentado pudo haber sido ordenado por López Falcón como venganza tras descubrir que Peña Cuéllar había difundido el rumor de que López Falcón era el responsable de la detención de García Mena. Las fuerzas de seguridad teorizaron que, al incriminar a López Falcón, Peña Cuéllar quería ganar un puesto de alto rango dentro de la cadena de mando de Cárdenas Guillén. García Mena originalmente incriminó a López Falcón como su informante y lo culpó por su captura.
El 20 de noviembre de 2001, el guardaespaldas de López Falcón, Juan Martínez Torres ("El Plátano") fue secuestrado de Miguel Alemán. A los pocos días corrió la misma suerte también el contador jefe de López Falcón, Jaime Barrera Peña; la policía sospechó que habían sido tomados de la facción de Cárdenas Guillén. El 28 de noviembre de 2001, dieciocho sicarios irrumpieron en una finca propiedad de Raymundo Garza Garza, probable afiliado al cártel del Golfo, en Cadereyta .. Los hombres mataron a uno de los guardias de la propiedad e hirieron a dos niños. Por su parte, la PGR y el ejército mexicano allanaron la propiedad unos días después en busca de López Falcón, y continuaron su búsqueda en Monterrey para arrestarlo a él y a muchos de sus colaboradores, incluidos Mario Ramírez ("La Gata") y René García Solís ( "La Pata de Garra"), hermano de Raymundo. Según lo reconstruido, el ataque se realizó por orden de López Falcón porque René estaba vinculado a Peña Cuéllar. Los asesinos confundieron la propiedad de Raymundo con la de René. El 13 de mayo de 2002, el cártel del Golfo secuestró a García Sánchez, socio de López Falcón, en Monterrey; fue torturado y asesinado, y su cuerpo fue abandonado en Nuevo Progreso unos días más tarde. La disputa asesina entre el cártel del Golfo y la facción de López Falcón continuó en Nuevo León durante el resto del año. La escalada de la disputa entre los dos grupos provocó nuevos despliegues militares de las Fuerzas Armadas mexicanas en Tamaulipas y Nuevo León.

### Epílogo
A fines de 2002, las autoridades incautaron múltiples cargamentos de drogas propiedad del grupo de López Falcón. El 9 de octubre de 2002, el exjefe de la Policía Estatal de Tamaulipas, Carlos González Pamatz, fue detenido en Houston con 100 kilogramos de cocaína del grupo de López Falcón. Al día siguiente, policías federales destacados en China, Nuevo León, detuvo a Jorge Calzada García y Patricia Rodríguez Madrigal, encontrados en posesión de 33 kilogramos de cocaína en un vehículo. En la confesión que hizo a la policía, Calzada García dijo que fue contratado por un hombre llamado Evelio o Edelio, conocido en el mundo como El Yeyo. Sin embargo, informó que desconocía el apellido de este hombre. Los policías sospecharon que se refería a López Falcón. a Calzada García le habían pagado $4.000 por el transporte de la droga; dijo que le ordenaron recoger el vehículo lleno de droga en un centro comercial en San Pedro Garza García y llevarlo a Reynosa , donde había acordado el trato y recibió las llaves del vehículo de El Yeyo. Rodríguez Madrigal informó que desconocía la droga que contenía el auto Peugeot comprado en el estado de Jalisco pero con placa de Tamaulipas. Los investigadores comenzaron a especular sobre un vínculo entre Monterrey, Reynosa y Guadalajara. Sin embargo, ante un juez, Calzada García se retractó de su declaración y negó conocer el nombre del hombre que lo contrató. Solo dijo que su apodo era La Yeya y que vivía en McAllen, Texas. Esta fue la segunda incautación de drogas más grande en Nuevo León en 2002 y le indicó claramente a la PGR que López Falcón probablemente estaba operando en Monterrey y tratando de tomar el control del área de manos de Cárdenas Guillén. Reynosa era generalmente considerada como el área de influencia controlada por Cárdenas Guillén.
El 14 de marzo de 2003, el ejército mexicano arrestó a Cárdenas Guillén en Matamoros. Antes de su captura, el Cártel del Golfo había sufrido varios golpes severos por parte de las fuerzas del orden, incluidos los arrestos de algunos de los lugartenientes de Cárdenas Guillén, como García Mena, Adán Medrano Rodríguez, Rubén Sauceda Rivera y José Manuel Garza Rendón. Las autoridades creían que los posibles sucesores de Cárdenas Guillén eran Peña Cuéllar, Víctor Manuel Vázquez Mireles, Gregorio Sauceda Gamboa y Jorge Eduardo Costilla Sánchez. Uno de los principales objetivos era López Falcón, a quien consideraban uno de los tres principales líderes del cártel del Golfo en los últimos dos años. A diferencia de otras bandas como Los Chachos, se creía que López Falcón tenía la capacidad operativa para hacer frente al Cartel del Golfo. El Ejército y la PGR entonces refinaron sus esfuerzos para arrestarlo, estimando que ahora se había convertido en un importante capo de la droga en el norte de México y el sur de Texas. También sospecharon que ya no vivía en Tamaulipas y se había mudado a Nuevo León, donde supuestamente tenía varios canales de lavado de dinero.

## Muerte
El 6 de mayo de 2003, dos pistoleros asesinaron a López Falcón en un restaurante de Guadalajara. Los hombres se sentaron en una mesa junto a López Falcón, quien desayunaba en compañía del criador de caballos Óscar Alejandro Coker Preciado y una mujer no identificada. López Falcón terminó de comer y charlaron durante más de una hora. Cuando pidió la cuenta, los asesinos se levantaron y caminaron hacia los baños del club. En el camino, frente a la mesa donde estaba sentado López Falcón, le dispararon a quemarropa por la espalda. Los investigadores confirmaron que López Falcón recibió tres disparos en la cabeza a quemarropa y murió instantáneamente. López Falcón había llegado al restaurante acompañado de alguien que se había ido poco después. No tenía guardaespaldas con él.
López Falcón estaba en el restaurante discutiendo la compra de un caballo pura sangre que quería llevar a uno de sus ranchos en Texas. Coker Preciado y López Falcón ya se habían enfrentado en Texas y Monterrey. Coker Preciado resultó ileso, pero sufrió un fuerte shock y necesitó la asistencia del personal de salud cuando llegaron al lugar. La otra persona que estaba comiendo con ellos se había ido momentos antes del asesinato. Un policía que custodiaba un banco cercano escuchó los disparos; pensó que se estaba produciendo un robo a un banco y pidió refuerzos. La policía municipal de Guadalajara fue la primera en llegar al lugar; descubrieron el cuerpo de López Falcón junto a su mesa. Cuando murió, López Falcón cargaba con cuatro teléfonos celulares, un dispositivo push-to-talk, 1. y 6200 pesos mexicanos en efectivo, varias tarjetas de crédito, su licencia de conducir de Texas, un reloj Rolex, un anillo y un collar de oro, y una tarjeta de crédito rastreable a una empresa constructora con sede en McAllen.

### Investigación
Cuando se hizo pública la noticia del asesinato, aún no se sabía que la víctima era López Falcón, o al menos un delincuente grave. Los informes preliminares describieron a la víctima como un empresario regiomontano. Finalmente, comenzaron a circular rumores de que el empresario era un capo del crimen, probablemente el mismo López Falcón. Las autoridades mexicanas dudaron de que la víctima fuera López Falcón porque pensaban que era inusual que estuviera en Guadalajara, desprotegido, muy lejos de su centro de operaciones. Además, por la información que tenían en su poder, creían que se estaba escondiendo de McAllen. La cédula de identidad encontrada en su poder lo registró bajo el seudónimo de Adelio. Las autoridades de Jalisco comenzaron a creer que la víctima era López Falcón, y las propias autoridades federales no descartaron esta posibilidad. Su identidad fue confirmada por las autoridades de Jalisco el 8 de mayo luego de cruzar sus documentos de identidad con información que las autoridades federales tenían en el expediente, que afirmaba que López Falcón no tenía cargos penales pendientes en Jalisco, pero que se sospechaba que estaba involucrado en el narcotráfico. en Tamaulipas y Nuevo León.
El mismo día, el fiscal general de Jalisco, Gerardo Octavio Solís Gómez, anunció que la PGR estaba a cargo del caso y lo ponía bajo jurisdicción federal; el caso habría estado a cargo de la Unidad Especializada contra el Crimen Organizado (UEDO), una de las formaciones anteriores de la PGR. Funcionarios estatales buscaron la asistencia de la PGR en el caso debido a la profundidad criminal de López Falcón y su presunta participación en el narcotráfico, un delito que es de competencia federal según la ley mexicana. La UEDO afirmó que la investigación también incluyó denuncias de posesión ilegal de armas de fuego exclusivas de los militares y participación en el crimen organizado de los sospechosos. Esperaban que las autoridades de Jalisco abrieran un caso de asesinato por separado bajo jurisdicción estatal. Las autoridades federales ordenaron a los funcionarios estatales que ocultaran información sobre el caso al público, y también recomendaron el secreto de la investigación.
El gobierno federal envió tropas de la Agencia Federal de Investigaciones (AFI) y la PGR a Guadalajara, con el fin de aumentar la seguridad en Jalisco y Nuevo León para evitar una respuesta violenta de los grupos del crimen organizado ante la difusión de la noticia. López Salinas era en realidad el presunto sucesor de López Falcón; Las autoridades creían que una posible consecuencia era una guerra entre su facción y los alineados con Cárdenas Guillén. UEDO llevó a Coker Preciado a la Ciudad de México para interrogatorio Coker Preciado confirmó a los investigadores que en la emboscada mortal había dos hombres armados, quienes escaparon de la escena del crimen en un vehículo blanco. Testigos presenciales informaron que los asesinos de López Falcón estaban vestidos de blanco, pero la mayoría no pudo proporcionar a los investigadores una descripción física satisfactoria de los dos asesinos. El policía del banco informó haber visto a los pistoleros; él fue la única persona que proporcionó esta información a la PGR. Algunos testigos presenciales hablaron de una mujer que llegó al restaurante momentos después del asesinato para inspeccionar la escena, pero los investigadores no lograron conectarla con López Falcón. En el lugar, los investigadores encontraron dos cartuchos de pistola calibre .45.
Según la PGR y la SEDENA, su principal pista investigativa se basó en la suposición de que López Falcón había sido asesinado por miembros de Los Zetas por orden de Cárdenas Guillén. También sospecharon que Jesús Enrique Rejón Aguilar ("El Mamito"), Heriberto Lazcano Lazcano ("El Lazca"), Luis Alberto Guerrero Reyes ("El Guerrero") y Óscar Guerrero Silva ("El Winniepooh") habrían participado activamente en la asesinato Antes de unirse al crimen organizado, estos hombres eran miembros del grupo de aviones de fuerzas especiales .del Ejército Mexicano (GAFE) y fueron contratados por Cárdenas Guillén como parte de su comitiva encargada de su seguridad. Otra hipótesis era que López Falcón habría sido asesinado por individuos ligados al juego, las carreras de caballos o las peleas de gallos; era ampliamente conocido que le gustaban los juegos de azar y apostaba grandes sumas, y además, las modalidades de su asesinato no eran las notoriamente practicadas por los grupos criminales de Tamaulipas, según la policía. Tampoco se rechazó la hipótesis de que López Falcón había sido traicionado y asesinado por orden de los líderes del Cártel del Milenio, o por miembros de Los Texas, una pandilla de Nuevo Laredo que era rival tanto de López Falcón como del Cártel del Golfo.

### Traslado del cuerpo y funeral
El cuerpo de López Falcón se mantuvo inicialmente en el hospital médico forense de Jalisco, donde las autoridades esperaban que sus familiares -muy probablemente- exigieran su devolución, para poder interrogarlos como personas con conocimiento de los hechos. El 8 de mayo, un hombre que se identificó como sobrino de López Falcón llamó por teléfono a la morgue pidiendo instrucciones sobre cómo recuperar los restos, pero finalmente no acudió personalmente. Otro hombre más tarde hizo una llamada similar; se enojó con el personal por la burocracia a la que tendrían que someterse y los amenazó con usar la fuerza si no le entregaban el cuerpo. Las autoridades prepararon una escolta armada de hombres de la Policía Estatal de Jalisco, la PGR y la AFI para el cuerpo.
El 9 de mayo, la hermana de López Falcón viajó de Roma Texas, en Guadalajara para confirmar la identidad del cuerpo. Estuvo acompañada por sus dos abogados para iniciar el proceso de recuperación del cuerpo. La UEDO la interrogó antes de que acudiera al Instituto Jalisciense de Ciencias Forenses, cuyo personal médico entretanto había tomado muestras de sangre y practicado pruebas de ADN al cuerpo. Se suponía que los resultados de las pruebas estarían listos en una semana o dos, y las autoridades de Jalisco notificaron que el cuerpo no sería entregado a los familiares hasta que se confirmara su conexión familiar. La PGR fue la encargada de fijar la fecha en que se entregaría el cuerpo a la familia de López Falcón. Después de las pruebas de ADN, su hermana regresó a Texas para esperar la notificación de las autoridades mexicanas.
El 11 de mayo la Secretaría de Salud aprobó el traslado de López Falcón; su cuerpo fue transportado desde el Aeropuerto Internacional Miguel Hidalgo en Guadalajara al Aeropuerto Internacional General Lucio Blanco en Reynosa. De allí se fue a los Estados Unidos y lo enviaron a una funeraria en Rio Grande, en Texas donde fue preparado para el entierro. Para la ocasión, en el puente internacional Roma - Ciudad Miguel Alemán, el ejército mexicano instaló un retén para buscar vehículos sospechosos y personas con drogas o armas. Interrogaron a los conductores sobre su destino y el motivo de su viaje, e investigaron los controles en el caso de vehículos con placas distintas a la de Tamaulipas, o de vehículos de lujo. El 12 de mayo se celebró una vigilia y una misa; en esa ocasión la hermana hizo saber que López Falcón sería sepultado en Roma el 14 de mayo. 
En la morgue y el funeral, su familia pidió a la policía local que verificara la identidad de los participantes a su ingreso. Los medios no obtuvieron permiso para acercarse a la zona fueron compuestas con motivo de la muerte de López Falcón, y tocadas durante su funeral. Se compusieron múltiples canciones de corrido y mariachi para López Falcón y se tocaron durante su funeral.

### En la cultura popular
El grupo Duelo en 2008 lanzó su corrido con el nombre de Adelio López Falcón en su álbum Historias de Valientes.
Varios grupos de corridos y mariachis le rindieron homenaje. 
Las noticias hablaron sobre este personaje.